# Листопрокатный цех 3000
Листопрокатный цех 3000 — цех с толстолистовым, двухклетьевым станом «3000», предназначенным для контролируемой прокатки штрипсов для производства труб большого диаметра, структурное подразделение ОАО «ММК им. Ильича». Имеет в своём составе четыре семизонных методических печи с шагающими балками, черновую и чистовую реверсивные клети кварто, агрегаты для правки, порезки, маркировки и неразрушающего контроля.
Цех имеет автоматические системы с высокой точностью управляющие процессом нагрева заготовки, температуродеформацией и скоростным режимом прокатки.
Продукция цеха сертифицирована классификационными обществами:
- Регистр Ллойда (Lloyd Register) LR — Британский Ллойд (British Lloyd) (Великобритания, Лондон)
- Германский Ллойд (Germanischer Lloyd) GL (Германия, Гамбург)
- Союз Рейнской земли по техническому надзору — ТЮФ Рейнланд Груп и ТЮФ НОРД (Гамбург)
- Американское Бюро Судоходства ABS (США)
- Морской Регистр Судоходства МРС (Россия)
- Бюро Веритас (Bureau Veritas)
- Норвежский Веритас (Det Norske Veritas) DNV
- Бюро Франке (Engineering Bureau Franke)
- РИНАПО
- RINA

## История
- Стан 3000 был создан для получения стального листа, необходимого для изготовления стальных труб большого диаметра (в том числе труб  "северного варианта"). Технологическое, энергетическое и электрическое оборудование поставляла ЧССР, генеральным поставщиком и проектировщиком были Остравский машиностроительный и Витковицкий металлургический комбинаты. Кроме того, в изготовлении основных узлов стана участвовали концерн Шкода и другие заводы Пльзня, Ждяс.
- Вторая половина 1980 года - начало монтажа оборудования.
- 27 декабря 1983 года. Торжественный пуск первой очереди стана «3000».
- 22 апреля 1985 года. На стане «3000» прокатали миллионную тонну высококачественного стального листа.
- 1996 год. Создан участок ПФО (противофлокенная обработка[1]).
- 2000 год. Освоено производство штрипсов класса Х60-Х70 для магистральных трубопроводов, что позволит более полно удовлетворить запросы потребителей труб.
- 2001 год.
  - Сертифицирована система обеспечения качества продукции на соответствие международного стандарта ISO 9001 центром ТЮФ Норд в системе ТЮФ СЕРТ и украинским центром ДонСЕРТ в системе УкрСЕПРО.
  - Расширен сортамент сертифицированной судостали: Германским Ллойдом, Регистром Ллойда, Американским бюро судоходства.
  - На стане «3000» освоено производство плит толщиной ≈ 50 мм (проектная максимальная толщина 25 мм) и создан соответствующий участок.
- 2003 год.
  - Проведена модернизация стана 3000. Клети оборудованы датчиками для точного измерения усилий валков стана.
  - Разработан и внедрен способ производства листов толщиной 6—9 мм, предусматривающий продольную порезку литых заготовок. Этот способ позволил исключить целый передел слябинга из сквозной технологии производства тонких качественных листов на стане «3000».
- 2004 год.
  - Введен в эксплуатацию второй участок противофлокенной обработки на стане «3000», дающий возможность увеличить производство высокопрочных трубных и судовых марок стали.
  - Была проведена повторная сертификация ТЮФ Норд конструкционной стали.
- 14 июля 2007 года. Заменены устаревшие установки УЗК (ультразвуковой контроль) на более современные производства GE Inspection Technologies (ранее Nutronik).

На сегодняшний день так и не запущено термоотделение. Этому помешал распад СССР.

## Сортамент стана
Стан «3000» предназначен для производства листов толщиной 6—50 мм, шириной 1500—2700 мм, длиной не более 12200 мм (по специальным заказам до 25000 мм) из низколегированной стали марок 09Г2ФБ, 10Г2ФБ, 10Г2ФБЮ, 13ГС, 13Г1СУ и других прокатываемых по контролируемому режиму. На стане возможна прокатка листов из углеродистых, конструкционных, низколегированных и легированных марок стали, прокатываемых по обычному режиму.
Стан имеет возможность также производить двухслойную коррозионно-стойкую листовую сталь с плакирующим слоем из нержавеющей стали.
Оборудование стана обеспечивает прокатку и отделку листов со следующими прочностными характеристиками (при t°: +20 °C):
- временное сопротивление — до 883 МПа (90 кгс/мм²)
- предел текучести — до 736 МПа (75 кгс/мм²)

## Исходная заготовка
Исходной заготовкой для производства листов служат литые и катаные слябы.

### Литые слябы
Поступают из кислородно-конверторного цеха после разливки на МНЛЗ.
- толщина 150—315 мм;
- ширина 1250—1900 мм;
- длина 2300—2850 мм;
- масса 4,9—13 т.

### Катаные слябы
Поступают после разливки в мартеновском цехе и прокатке в обжимном отделении цеха ЛПЦ-1700
- толщина 90—250 мм;
- ширина 1100—1850 мм;
- длина 2300—2850 мм;
- масса 2,1—8,5 т.,достигают в отдельных случаях до 20-28 тонн иногда до 32 тонн

## Нагрев металла
Нагрев слябов перед прокаткой осуществляется в семизонных методических нагревательных печах с шагающими балками (ПШБ).
| Состояние поставки           | Температура, °С | Время нагрева, ч |
| ---------------------------- | --------------- | ---------------- |
| После проката                | 1190—1250       | 3—3,5            |
| Контролируемая прокатка:     |                 |                  |
| * нормализующая прокатка     | 1170—1250       | 3—4              |
| * термомеханическая прокатка | 1140—1220       | 3—4,5            |

## Технология прокатки на двухклетьевом стане

### Транспортировка слябов к черновой клети
Нагретые слябы выдаются в прокатку по одному при помощи машины безударной выдачи слябов (БВС). После выдачи слябы передаются по рольгангу к черновой клети. В случае задержки предыдущего раската в черновой клети, слябу сообщают возвратно-поступательное движение во избежание местного охлаждения металла и перегрева роликов рольганга. При транспортировке к черновой клети слябы должны проходить через камеру гидросбива для предварительного удаления окалины.

### Прокатка в черновой клети
Прокатка листов производится по схеме, которая выбирается в зависимости от размеров сляба и готового листа:
- поперечно-продольная — перед задачей в клеть сляб кантуют на 90°, делают несколько проходов для получения заданной ширины раската, вновь кантуют на 90° и далее прокатывают до получения необходимого размера подката;
- продольно-поперечная — сляб задают в клеть без предварительной кантовки, делают несколько подходов до получения заданной ширины, кантуют на 90°, далее прокатывают до получения необходимого размера подката;
- поперечная — перед задачей в клеть сляб кантуют на 90° и далее прокатывают до получения необходимого размера подката;
- продольная — сляб без кантовки прокатывают до получения необходимого размера подката.

При прокатке получают заданную ширину листа с учётом припуска на величину обрезных кромок. Суммарная величина обжатий при поперечной прокатке зависит от требуемой ширины раската и размеров сляба. При этом длина получаемого при поперечной прокатке раската не должна превышать 2850 мм. Прокатка должна производиться посередине бочки валков, для чего раскат центрируют с помощью линеек манипуляторов. Кантовка на 90° производится при помощи конических роликов, с помощью линеек манипулятора проверяют ширину. При прокатке рядовых и низколегированных марок стали по обычным режимам температура начала черновой прокатки должна быть 1000—1200 °С, а температура конца черновой прокатки 900—1150 °С. В трёх-четырёх начальных проходах (начиная со второго) с поверхности сляба с помощью внутриклетьевого гидросбива (аналог «гидрометлы») удаляют печную окалину во избежание вкатывания её в металл.
После прокатки в черновой клети раскаты при необходимости их подстуживания перед прокаткой в чистовой клети передаются на дисковое охлаждающее устройство (байпас), где они охлаждаются до температур, обеспечивающих требуемые температуры начала прокатки в чистовой клети, постоянно двигаясь по охлаждающим дискам.

### Прокатка в чистовой клети
Прокатка раскатов в чистовой клети производится посередине бочки валков. Центрирование раската производится манипуляторными линейками. С целью уменьшения неравномерности охлаждения металла паузы между проходами при прокатке должны быть минимально возможными. На концы раската не должна попадать охлаждающая валки вода.

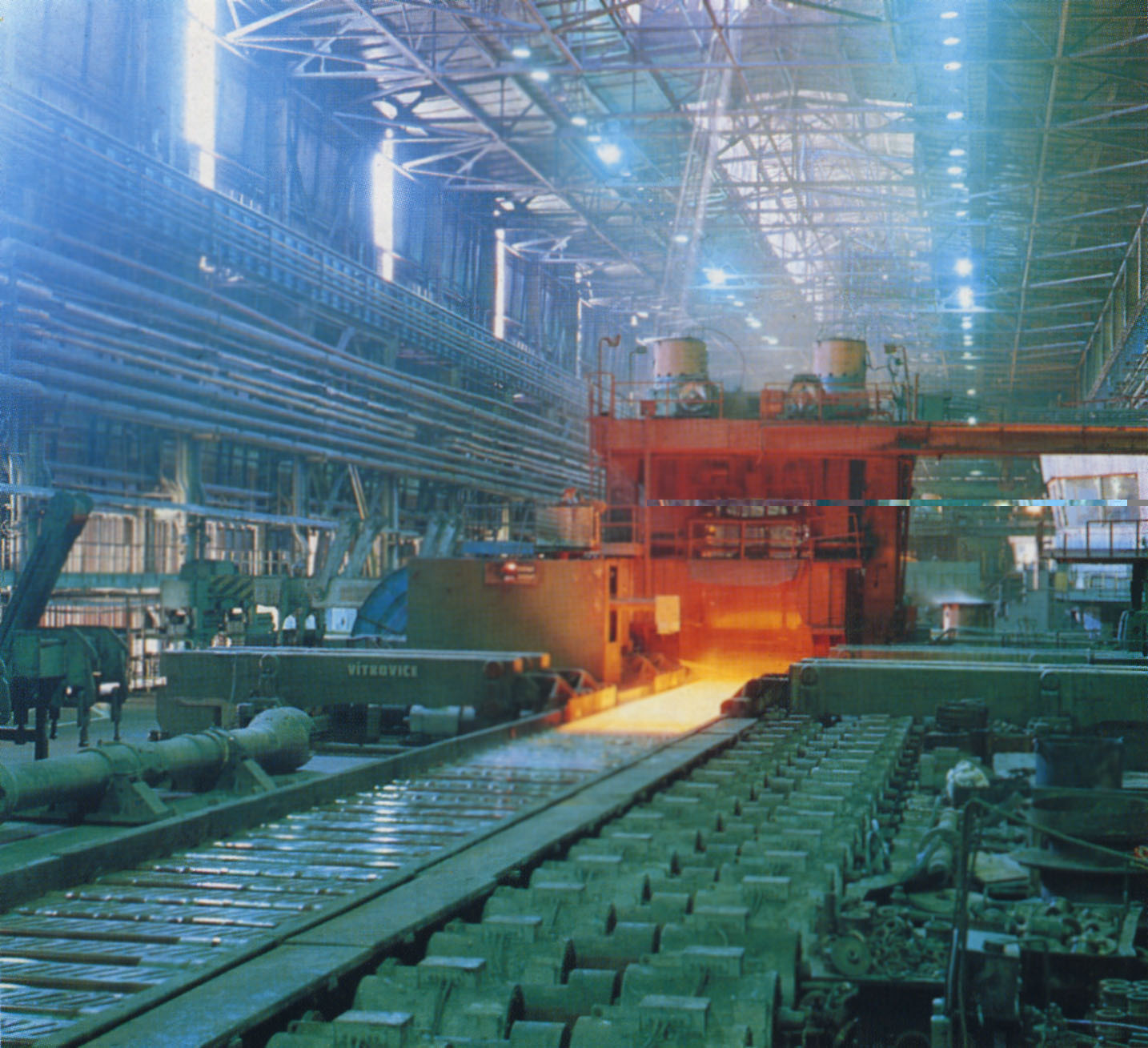
Чистовая клеть стана «3000»

| Состояние поставки           | Температура, °С |
| ---------------------------- | --------------- |
| После проката                | 800—950         |
| Контролируемая прокатка:     |                 |
| * нормализующая прокатка     | 800—900         |
| * термомеханическая прокатка | 700—800         |

Регулирование температуры конца прокатки достигается:
- выдерживанием раската на охлаждающем устройстве (байпасе);
- изменением скорости прокатки;
- охлаждением подката на рольганге между клетями при непрерывном его возвратно-поступательном движении во избежание местного подстуживания.

Охлаждение раскатов до температуры правки (600—700 °С) производится на воздухе. Возможно охлаждение раскатов с помощью установки ускоренного (ламинарного) охлаждения, расположенной за чистовой клетью перед РПМ—1 (ролико—правильная машина № 1).

## Горячая отделка листов

### Правка
Прокатанные листы в горячем состоянии подвергаются правке на роликоправильной машине № 1 (РПМ—1), изготовленной на Старокраматорском машиностроительном заводе (СКМЗ).
Температура правки 600—700 °С.
Роликоправильная машина настраивается для каждой толщины листа. Скорость правки зависит от толщины и предела прочности листа. Зазор между роликами устанавливается в зависимости от толщины и исходной неплоскостности листов.

### Порезка
После правки раскаты поступают на ножницы поперечной резки № 1 (ПН—1) для обрезки концов и деления на части (краты) при необходимости.
Обрезка переднего и заднего концов производится в горячем состоянии при температуре 100—700 °С.
При обрезке торцов должна быть в последующем обеспечена порезка годной части раската с учётом тепловой усадки и припуска на отбор проб для мехиспытаний. Перед обрезкой раскат с помощью манипулятора центрируется по оси рольганга.
Обрезь по транспортёру направляется к скрапным барабанным ножницам, откуда после порезки на скрап далее по транспортёру поступает непосредственно в вагоны.

### Горячая (предварительная) маркировка
После ПН-1 листы транспортируются по рольгангу к маркировочной машине датской[значимость факта?] фирмы Magnemag. Маркировка осуществляется в потоке, и  автоматическом режиме со скоростью 0,2 м/с. Знаки наносятся на лист водоэмульсионной краской белого цвета. Строка маркировки включает в себя номер плавки, номер сляба, номер крата, толщину металла в соответствии с наряд-заданием на прокат. Также указывается номер бригады, оператор которой произвел маркировку. Если в соответствии наряд-заданию лист или плита должны подвергнуться противофлокенной обработке, в строке маркировки также указывается ширина листа и номер наряд задания. Все данные вводятся в компьютер оператором ПУ 13.

### Охлаждение

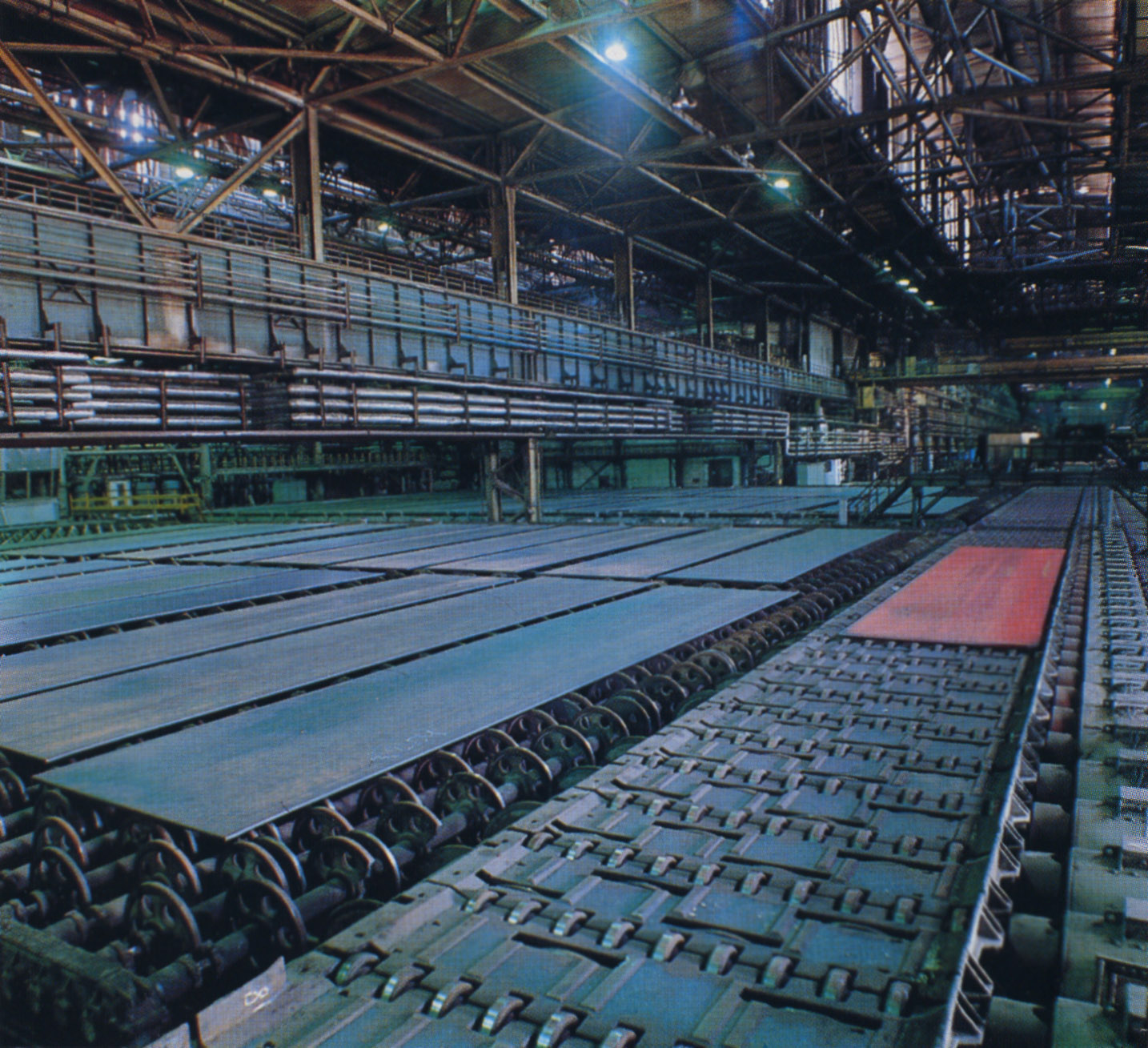
Холодильники стана «3000»

Листы охлаждаются на четырёх холодильниках дискового типа до температуры 100 °C.